# مروه الصابونی
مروه الصابونی (عربی: مروة الصابوني؛ زادهٔ ۱۸ سپتامبر ۱۹۸۱) معمار و نویسندهٔ اهل سوریه است. او باور دارد معماری در حفظ صلح شهرها اهمیت دارد. گاردین نخستین کتاب او به نام مبارزه برای خانه را به عنوان یکی از کتب برتر معماری سال ۲۰۱۶ برگزید. بی‌بی‌سی در سال ۲۰۱۹ او را یکی از ۱۰۰ زن بی‌بی‌سی معرّفی کرد.